# 水谷昇

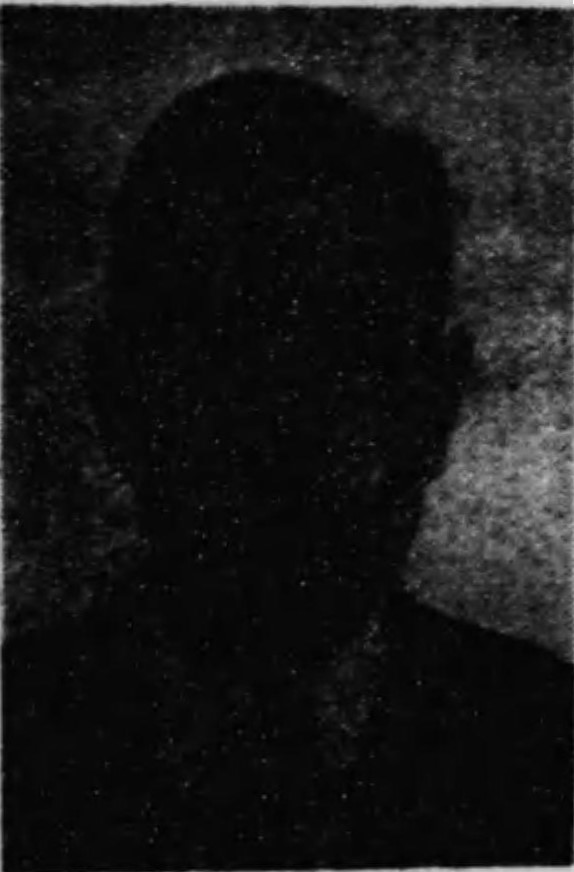
水谷昇

水谷 昇（みずたに のぼる、1896年（明治29年）5月23日 - 1988年（昭和63年）7月31日）は、日本の政治家。衆議院議員（4期）。桑名市長（5期）。書家。

## 経歴
三重県河芸郡、のちの河芸町（現津市）で生まれた。1916年（大正5年）三重師範学校卒。小学校訓導、桑名高等女学校教諭を経て、桑名町議、同議長、桑名市議、同議長、木曽岬村長、三重県議などを歴任し、1946年の第22回衆議院議員総選挙で三重県から立候補するが次点。しかし翌1947年に長井源が辞職したことから、3月19日に繰り上げ当選となった。以来連続4期務め、衆議院図書館運営委員長、第3次吉田内閣で文部政務次官を務めた。1953年の第26回衆議院議員総選挙で落選。1956年の第4回参議院議員通常選挙に全国区から自由民主党公認で立候補したが落選。落選後の1959年、桑名市長に当選し、5期20年務めた。のちに桑名市から名誉市民を贈られた。1988年（昭和63年）死去。
このほか、三重鋳物工業組合理事長、三重軽金属工業社長などを歴任。書家としても知られ、日本書道連盟副会長、全国書道教育協会長も務めた。